# Eneko Andueza Lorenzo
Eneko Andueza Lorenzo (Éibar, Guipúscoa, 11 de juny de 1979) és un polític basc, secretari general del PSE-EE des de 2021 i candidat a lehendakari per aquesta formació en les eleccions al Parlament Basc de 2024.

## Biografia
Eneko Andueza va néixer a Eibar l'11 de juny de 1979, on va cursar Batxillerat al Col·legi La Salle. És llicenciat en Ciències Polítiques i de l'Administració per la Universitat del País Basc.
Va començar la seva trajectòria política als 17 anys a l'afiliar-se al Partit Socialista d'Euskadi i a les Joventuts Socialistes d'Euskadi. Ha estat, circumstancialment, regidor a l'Ajuntament d'Ordizia, assessor del Delegat del Govern a Euskadi, cap de Gabinet d'Iñaki Arriola, i tinent alcalde a l'Ajuntament d'Eibar, on ha ocupat també la secretaria general de l'agrupació socialista local.
Posteriorment ha estat portaveu del Grup Junter Socialista a les Juntes Generals de Guipúscoa, i des del 2016 és membre del Parlament Basc. A l'agost de 2020 va ser elegit portaveu del grup parlamentari socialista del Parlament Basc per a la XII legislatura, succeint a José Antonio Pastor.
El desembre de 2020 va publicar el llibre Los toros, desde la izquierda amb què «pretén eliminar complexos i posar arguments en la defensa de la nostra afició des d'una visió progressista».
Ha estat secretari general del PSE-EE de Gipuzkoa (2017-2021), càrrec al qual va accedir després de ser secretari general de l'Agrupació Socialista d'Eibar (2009-2017). A més, és membre de la Comissió Executiva del PSE-EE d'Euskadi i membre del Comitè Federal del PSOE.
Després de la decisió d'Idoia Mendia de no presentar-se a la reelecció com a Secretària General del PSE-EE, es va celebrar un procés de primàries, en què Eneko Andueza va rebre un 95,30 % dels vots de la militància socialista. Fou el candidat a lehendakari del Govern Basc per a les eleccions al Parlament Basc de 2024 pel PSE-EE.

## Llibres publicats
- Dolores Aguirre, Palabra de Ganadera (Editorial Servisistem , 2014)
- José Cruz, el sueño de Joselillo (Editorial Servisistem, 2016)
- Los toros desde la izquierda (Editorial Servisistem, 2020)
- Jóvenes sin juventud (Fundación Ramón Rubial, 2021)